# Näsets vattentorn

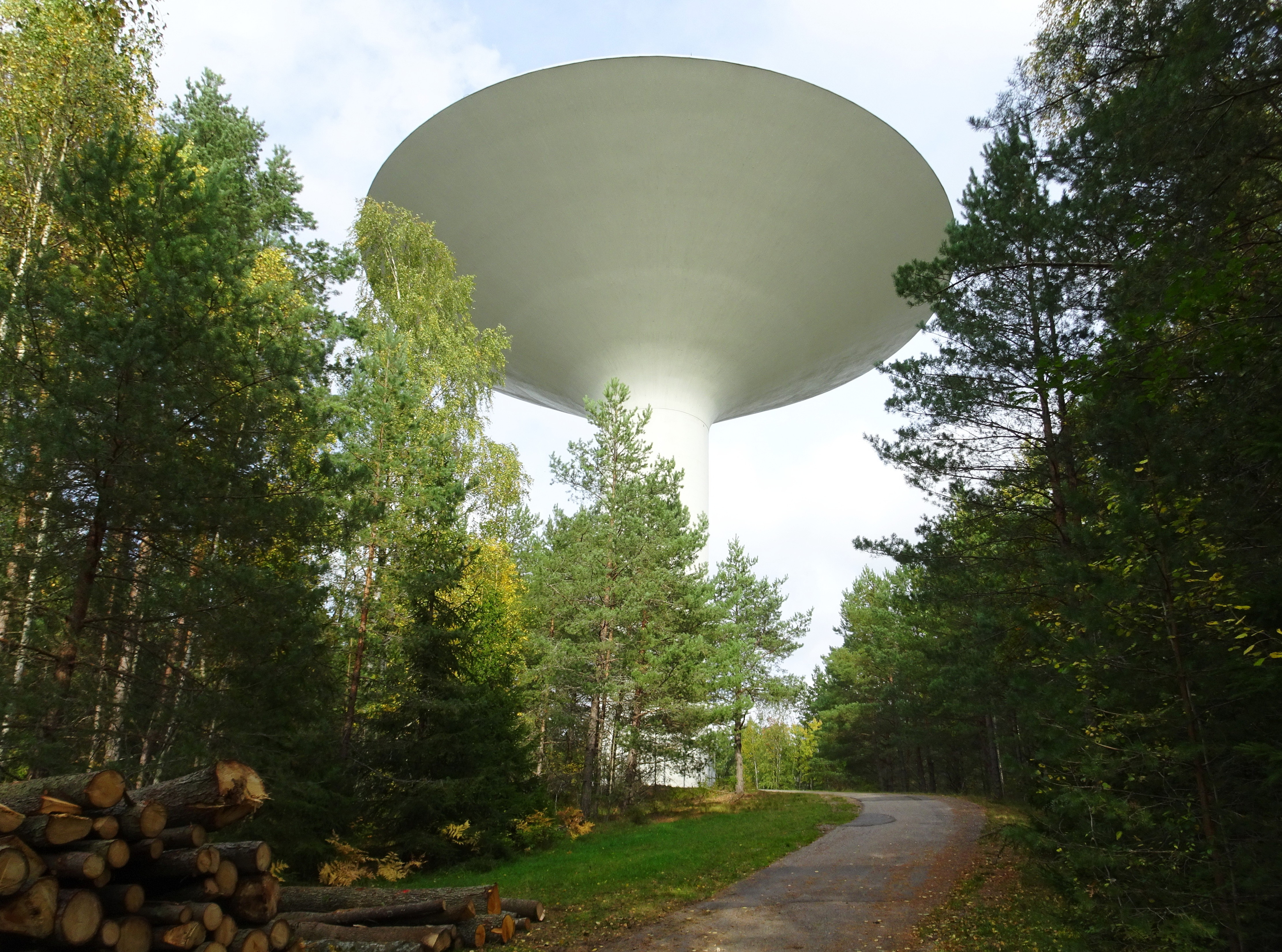
Näsets vattentorn, oktober 2021.

Näsets vattentorn är ett vattentorn som är beläget i kommundelen Näset i Lidingö kommun. Näsets vattentorn är ett av tre vattentorn i kommunen, de båda andra är Hersby vattentorn och Käppala vattentorn.

## Historik

### Bakgrund

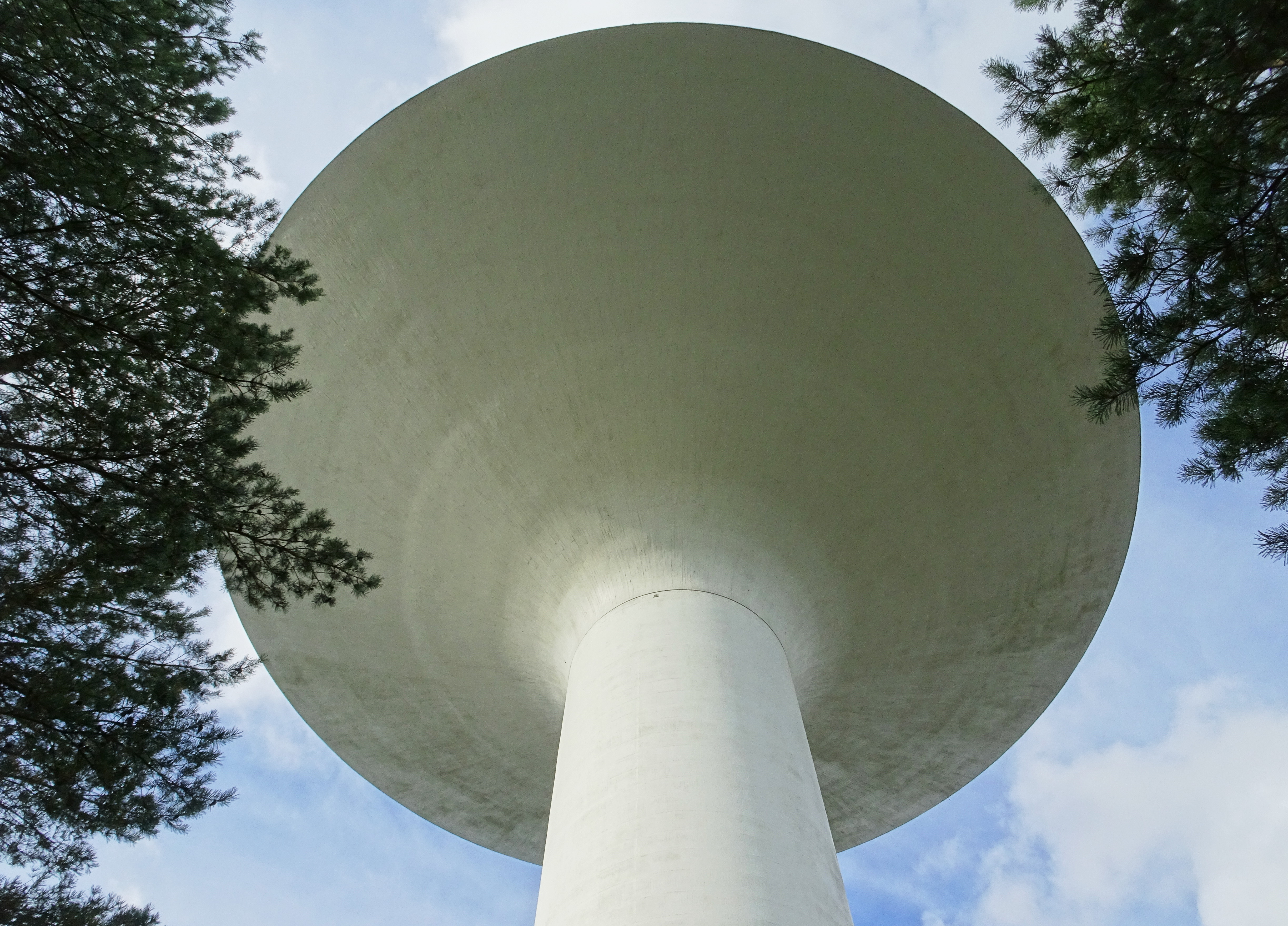
Näsets vattentorn, oktober 2021.

Lidingö kommun har ingen egen produktion av dricksvatten utan köper årligen (2020) cirka 3,2 miljoner kubikmeter dricksvatten från Stockholm Vatten och Avfall. Från och med 1925 fick Lidingö sitt dricksvatten från Stockholms vattenverk. Innan dess hämtades dricksvatten från djupborrade brunnar och från Kottlasjön. Ledningstrycket var dock lågt och förde till problem när högt belägna flerbostadshus började uppföras. En del av problemen löstes genom vattentornet i Hersby som togs i drift 1950 och åtföljdes av vattentornet i Käppala 1963. I april 1968 beslöt Lidingö kommun att låta uppföra ännu ett vattentorn som skulle täcka kommunens nordvästra delar.

### Byggnadsbeskrivning
I stadsplanen från 1968 fastställdes placeringen för det nya vattentornet på en knappt 40 meter hög skogbeväxt kulle norr om bebyggelsen i kvarteret Fjällräven i  Näset. Högsta byggnadshöjd begränsades till 81 meter över havet, alltså drygt 40 meter över mark och tornets diameter fick ej överstiga 45 meter. Tornet fick en svampliknande form på en hög och slank pelare och konstruerades av Sven Sikström. I pelaren leder hiss och trappa upp till yttertaket. Därifrån kan servicepersonal via en taklucka kontrollera själva reservoaren som rymmer 5 000 m³ dricksvatten. Anläggningen ägs av kommunen. Vattnet kommer från Norsborgs vattenverk och Lovö vattenverk som båda hämtar råvattnet från Mälaren. Tillsammans har Lidingös tre vattentorn en total volym av 11 000 m³ dricksvatten. Vattentornen utjämnar trycket i vattenledningarna och fungerar som brandvattenreserv.